# Franziska Henze
Franziska „Tita“ Henze, verheiratete Hassler (* 21. August 1931 in Harsum) ist eine ehemalige deutsche und Schweizer Tischtennisnationalspielerin. Sie gehörte Anfang der 1950er Jahre zu den zehn besten Spielerinnen in Deutschland. 1956 übersiedelte sie in die Schweiz und erwarb die Spielberechtigung für dieses Land.

## Deutschland
Henze spielte mit dem Verein TTC Blau-Weiß Harsum von 1947 bis 1956 in der Damenoberliga. 1947/48 gewann sie bei der deutschen Jugendmeisterschaft in Lauterbach zusammen mit Klaus Willke den Mixedwettbewerb. Mehrfach wurde sie Niedersachsen-Meister im Doppel mit Martha Behrens (später Martha Willke).
Bekannt sind zwei Einsätze in der deutschen Nationalmannschaft. Im September 1951 holte sie in Bremen bei der 1:9-Niederlage gegen England den Ehrenpunkt. Im gleichen Jahr gewann sie in Neumünster im Länderspiel gegen Dänemark ihr Spiel.
1951 und 1952 wurde Henze in der deutschen Rangliste auf Platz acht geführt.

## Schweiz
Seit 1956 lebt Franziska Henze in der Schweiz. Dort heiratete sie und spielte dann national und international für die Schweiz unter dem Namen Franziska Hassler. 1959 und 1962 wurde sie Schweizer Meisterin im Einzel. 1959 vertrat sie die Schweiz bei der Weltmeisterschaft in Dortmund, zudem wurde sie für die Europameisterschaften 1960 und 1962 nominiert.

## Turnierergebnisse
| Verband | Veranstaltung     | Jahr | Ort      | Land | Einzel    | Doppel    | Mixed     | Team |
| ------- | ----------------- | ---- | -------- | ---- | --------- | --------- | --------- | ---- |
| SUI     | Weltmeisterschaft | 1959 | Dortmund | FRG  | letzte 64 | letzte 64 | letzte 64 | 19   |